# Richelle
Richelle (Waals: Ritchele) is een dorp in de Belgische provincie Luik en een deelgemeente van de stad Wezet (Frans: Visé). Het was een zelfstandige gemeente tot het bij de fusie van 1977 toegevoegd werd aan de gemeente Wezet. Tot aan de Franse revolutie behoorde Richelle tot het Land van Dalhem, na 1244 een van de landen van Overmaas van het Hertogdom Brabant.

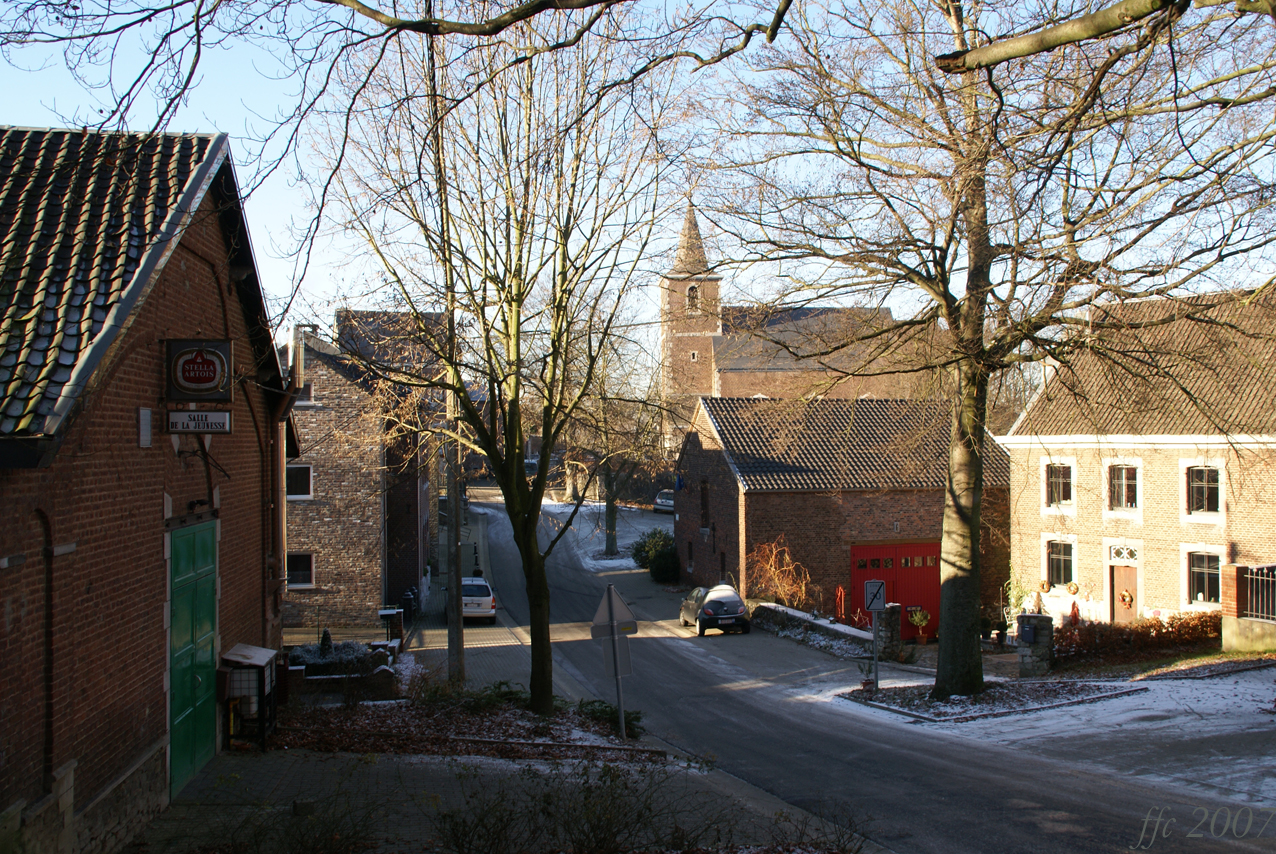
De dorpskom van Richelle: rue de la Cour de Justice

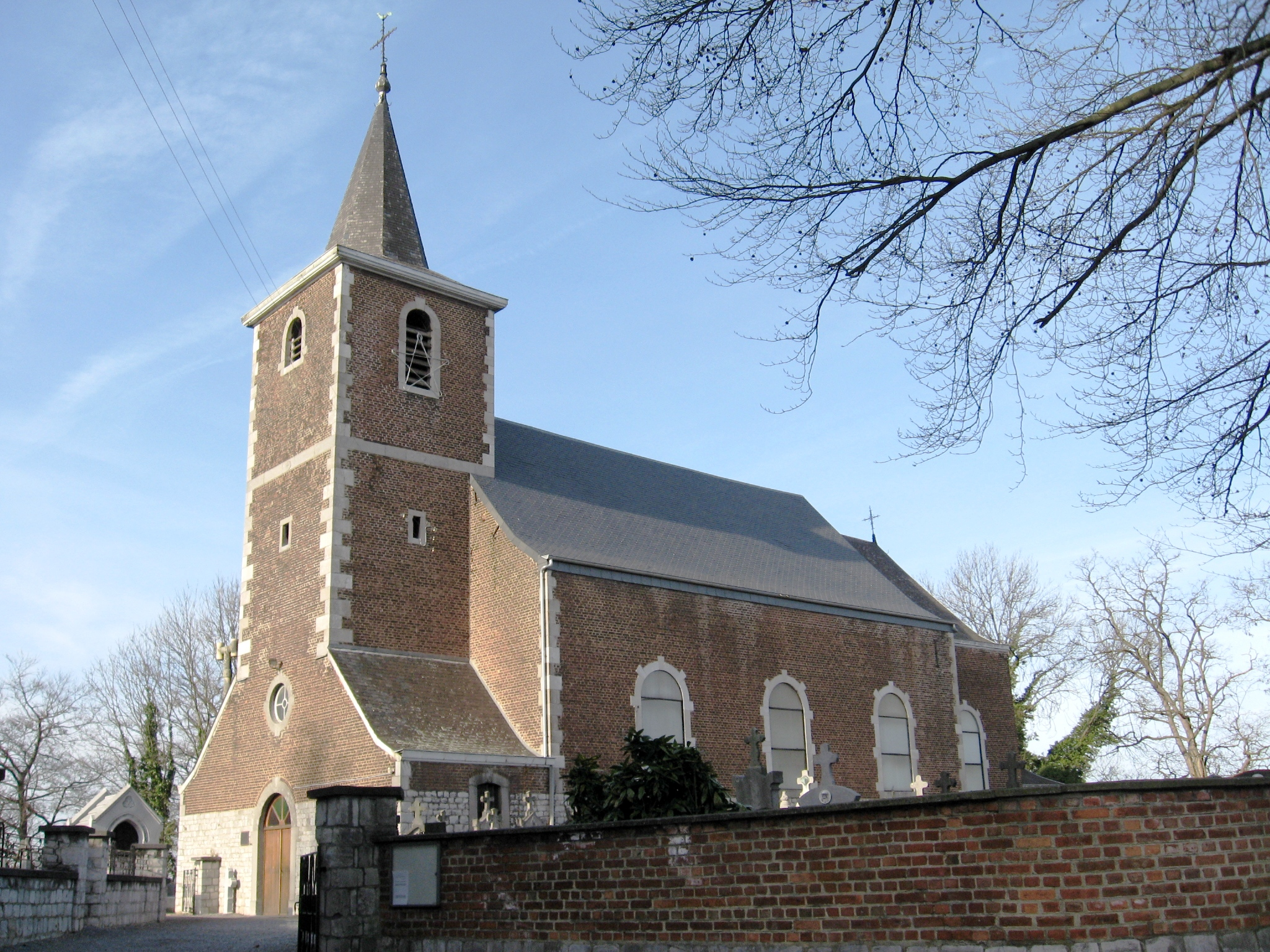
De Sint-Firminuskerk

## Demografische ontwikkeling
- Bronnen:NIS, Opm:1831 tot en met 1970=volkstellingen, 1976= inwoneraantal op 31 december

## Bezienswaardigheden
- De classicistische Sint-Firminuskerk uit 1777 met massieve vierkante kerktoren. Het kerkorgel werd in 1974 beschermd als monument.
- Het kasteel van Richelle is een groot herenhuis en ligt in de dorpskom.
- Het voormalig Gerechtshof van Richelle vlak bij de kerk
- Het Hof van Aken waarvan de oudste delen dateren van 1575

## Natuur en landschap
Richelle ligt, op een hoogte van ongeveer 120 meter, aan de rechteroever van de Maas tussen Luik en Wezet. Ook ligt het aan de weg van Argenteau naar Dalhem die vanuit Argenteau een kronkelend en steil verloop heeft en aan de spoorlijn tussen Luik en Maastricht. Richelle behoort tot de uiterste westrand van het Land van Herve met zijn typische weilanden en boomgaarden.

## Sport
Voetbalclub FC United Richelle is aangesloten bij de KBVB. De club werd in 2006 opgericht en bereikte in 2015 al de nationale reeksen.

## Nabijgelegen kernen
Wezet, Dalhem, Saint-Remy, Argenteau, Hermalle-sous-Argenteau